# Kommunisticeskaia (metroul din Almatî)
| STR+l | KDSTeq |

| BHF + HUBaq | uexKBHFe + HUBeq |

| STR | leer |

| BHF + HUBaq | fBHF + HUBeq |

| BHF | leer |

| BHF | leer |

| eBHF | leer |

| BHF | leer |

| BHF | leer |

| KBHFxe + HUBaq | fBHF + HUBeq |

| exBHF | leer |

| exBHF | leer |

| exBHF | leer |

| exBHF | leer |

| exBHF | leer |

| exKBHFe | leer |

| STR+l | KDSTeq |

| BHF + HUBaq | uexKBHFe + HUBeq |

| STR | leer |

| BHF + HUBaq | fBHF + HUBeq |

| BHF | leer |

| BHF | leer |

| eBHF | leer |

| BHF | leer |

| BHF | leer |

| KBHFxe + HUBaq | fBHF + HUBeq |

| exBHF | leer |

| exBHF | leer |

| exBHF | leer |

| exBHF | leer |

| exBHF | leer |

| exKBHFe | leer |

Kommunisticeskaja  (în limba rusă: Коммунистическая) —  este o stație a metroului din Almatî pe linia 1. Eliminate în 2004